# STS-92
STS-92 (Space Transportation System) – misja wahadłowca Discovery do Międzynarodowej Stacji Kosmicznej. Był to dwudziesty ósmy lot Discovery, a jednocześnie setny, jubileuszowy lot amerykańskiego wahadłowca w ramach programu lotu wahadłowców.

## Załoga
źródło
- Brian Duffy (4)*, dowódca
- Pamela A. Melroy (1), pilot
- Koichi Wakata (2), specjalista misji 4 (Japonia)
- Leroy Chiao (3), specjalista misji 1
- Peter „Jeff” K. Wisoff (4), specjalista misji 3
- Michael E. Lopez-Alegria (2), specjalista misji 5
- William S. McArthur (3), specjalista misji 2

*(liczba w nawiasie oznacza liczbę lotów odbytych przez każdego z astronautów)

## Parametry misji
- Masa:
  - startowa orbitera: 115 127 kg
  - lądującego orbitera: 92 741 kg
  - ładunku: 9513 kg
- Perygeum: 386 km
- Apogeum: 394 km
- Inklinacja: 51,6°
- Okres orbitalny: 92,28 min

## Cel misji
Piąty lot promu kosmicznego na stację kosmiczną ISS – dostarczenie segmentu Z1 kratownicy ITS (Integrated Truss Structure).

### Dokowanie do ISS
- Połączenie z ISS: 13 października 2000, 17:45:10 UTC
- Odłączenie od ISS: 20 października 2000, 15:08:39 UTC
- Łączny czas dokowania: 6 dni, 21 h, 23 min, 29 s

## Ładunek
- Integrated Truss Structure Z1 – ważąca 8,5 tony aluminiowa struktura kratownicowa, będąca bazą dla zestawu paneli baterii słonecznych, zawierająca cztery żyroskopy CMG (Control Moment Gyro), część aparatury komunikacyjnej w paśmie S i Ku, podsystem zasilania elektrycznego, sprzęt dla astronautów pracujących na zewnątrz stacji oraz system kontroli termicznej,
- Pressurized Mating Adapter 3 – trzeci adapter hermetyczny dla modułu Unity, obecnie zamontowany do modułu Tranquility.

## Spacer kosmiczny
źródło
- EVA-1 (15 października 2000, 6 godz. 28 min): L. Chiao, W. McArthur.
- EVA-2 (16 października 2000, 7 godz.  7 min): P. Wisoff, M. Lopez-Alegria.
- EVA-3 (17 października 2000, 6 godz. 48 min): L. Chiao, W. McArthur.
- EVA-4 (18 października 2000, 6 godz. 56 min): P. Wisoff, M. Lopez-Alegria.